# Bryan Okoh
Bryan Ikemefuna Okoh (* 16. května 2003) je švýcarský profesionální fotbalista, který hraje na pozici středního obránce za rakouský klub FC Red Bull Salzburg. Narodil se ve Spojených státech, ale na mládežnické mezinárodní úrovni reprezentuje Švýcarsko.

## Osobní život
Narodil se v texaském Houstonu nigerijskému otci a konžské matce, ale vyrůstal ve Švýcarsku.

## Klubová kariéra

### Počátky kariéry
V roce 2010 zahájil svou kariéru v FC Espagnol Lausanne a v roce 2016 přestoupil do FC Lausanne-Sport. V roce 2019 přestoupil do mládežnického týmu Red Bull Salzburg a následně dva roky hrál v jejich farmářském týmu Liefering.

### Liefering
Dne 9. srpna 2019 debutoval za Liefering ve venkovním zápase proti Lafnitzu, který skončil prohrou 0:2.

## Reprezentační kariéra
Okoh reprezentoval Švýcarsko ve věkové kategorii od 15 do 21 let.

## Úspěchy
Red Bull Salzburg
- Rakouská Bundesliga: 2021/22, 2022/23
- ÖFB-Cup: 2021/22